# Society for Humanitarian Solidarity
La Society for Humanitarian Solidarity (SHS) (Societat per a la solidaritat humanitària) és una ONG humanitària local sense ànim de lucre. Està basada en el districte de Mayfa'a (Governació de Xabwa) a prop d'Aden, Iemen. Va ser fundada per Naseer Salim Ali Al-Hamairy el 1995.
La SHS se centra bàsicament a proporcionar assistents que ajudin a salvar la vida de milers de refugiats i migrants que arriben al Iemen cada any. La ONG té 290 membres de personal, que normalment van més enllà del simple deure, per dur a terme rescats al mar, proporcionant First Aid (primers auxilis) a les persones ferides, alhora que enterrant les persones que han mort ofegades al mar. L'organització assisteix també a la comunitat local a Ahwar, en el districte de Mayfa'a, i a Hadramaut, per tal de mitigar l'impacte de les noves arribades a la població local i proveir el suport que es necessiti. La ONG també va guanyar el Premi Nansen pels Refugiats entregat per l'UNCHR.